# Dirk Eisenbiegler
Dirk Eisenbiegler (* 1967 in Karlsruhe) ist ein deutscher Informatiker und seit 2002 Professor für Informatik und Verteilte Anwendungen an der Fakultät Digitale Medien der Hochschule Furtwangen.

## Leben
Eisenbiegler studierte von 1988 bis 1993 Informatik an der Universität Karlsruhe. Nach  Abschluss des Studiums war er drei Jahre als wissenschaftlicher Mitarbeiter am FZI Forschungszentrum Informatik beschäftigt. Danach war er zwei weitere Jahre ebenfalls wissenschaftlicher Mitarbeiter an der Universität Karlsruhe, bis er dort im Jahr 1998 promovierte. Nach seiner Promotion war er vier Jahre Mitarbeiter der IBM Deutschland Entwicklung GmbH. Seit September 2002 ist Eisenbiegler Professor an der Fakultät Digitale Medien der Hochschule Furtwangen, wo er von 2010 bis 2014 auch als Dekan tätig war.

## Forschung und Arbeitsgebiete
Dirk Eisenbiegler veröffentlichte während seiner  Forschungsarbeit  Publikationen in den Bereichen Informatik, verteilte Anwendungen und Digitale Systeme. Fortführung fand seine Forschungsarbeit in seiner Professur an der Fakultät Digitale Medien der Hochschule Furtwangen, wo er ebenfalls mit dem Schwerpunkt Programmierung und verteilte Anwendungen unterrichtet.